# Thiago Nigro
Thiago Lolkus Nigro (São Paulo, 7 de outubro de 1990) é um coach, influenciador digital, escritor e empresário brasileiro. É conhecido como Primo Rico no YouTube, onde tem um canal dedicado à educação financeira.

## Biografia
Thiago Nigro é o criador e proprietário do projeto O Primo Rico, uma ferramenta digital cujo objetivo é promover educação financeira e gestão de dinheiro.
Após concluir o ensino médio, ingressou no curso de Relações Internacionais na ESPM em 2008.
Segundo Nigro, ao completar 18 anos, recebeu de presente dos seus pais R$ 5 mil que investiu na bolsa de valores, porém, perdeu tudo em uma semana.
Em 2011, Nigro iniciou seu primeiro negócio, a Investpartner - Investimentos com serviços de consultoria, permanecendo como sócio da empresa até 2015.

## Carreira
É considerado um dos maiores influenciadores de finanças do Brasil.[carece de fontes?] Nigro escreveu “Do Mil ao Milhão: sem cortar o cafezinho”, livro sobre finanças pessoais, que se tornou um best-seller.[carece de fontes?] A empresa Primo Rico é conhecida como Grupo Primo.

## Ação judicial sobre dívida
Em janeiro de 2023, um dos apartamentos de Nigro, no Morumbi, foi a leilão no âmbito de um processo judicial iniciado em 2012 em razão de uma dívida de 1,7 milhão de reais. O débito se acumulou pela falta de pagamento das parcelas da compra de imóvel.